# 대도시권광역교통위원회
대도시권광역교통위원회(大都市權廣域交通委員會, Metropolitan Transport Commission)는 대도시권 광역교통에 관한 업무를 수행하는 국토교통부의 소속기관이다. 2019년 3월 19일 발족하였으며, 세종특별자치시 한누리대로 350에 위치하고 있다. 위원장은 정무직공무원으로 보한다.

## 설치 근거
- 「대도시권 광역교통 관리에 관한 특별법」 제8조[1]

## 연혁
- 2019년 3월 19일: 국토교통부 소속으로 대도시권광역교통위원회 설치.

## 관할
- 광역교통시행계획에 관한 사항
- 광역교통 개선대책에 관한 사항
- 광역교통시설에 대한 재정 지원에 관한 사항
- 관계 중앙행정기관과 지방자치단체 간 또는 지방자치단체 상호간에 서로 의견을 달리하는 다음 각 목의 광역교통 사항에 관한 심의ㆍ조정
- 그 밖에 광역교통계획의 수립과 효율적 추진을 위하여 대통령령으로 정하거나 다른 법령에 따라 광역교통위원회의 소관으로 정한 사항